# Simple Me
Simple Me — дебютний студійний альбом гурту Gouache, виданий у 2009 році компанією «Lavina Music» за ліцензією «Укрмузпрома».

## Музиканти

### «Gouache»
- Іван Розін — вокал, гітара, акустична гітара, бас-гітара, фортепіано.
- Максим Смоголь — гітара.
- Олег Тарасенко — бас-гітара.
- Андрій Ковальчук — барабани.
- Тарас Феник — фортепіано.

### Запрошені музиканти
- Макс Малишев — барабани.
- Іван Лохманюк — бас-гітара.
- Кирило Шарапов — скрипка.
- Тарас Яропуд — скрипка.
- Андрій Чоп — альт.
- Юрій Погорецький — віолончель.

### Продюсери запису (за участі Івана Розіна)
- Віталій Телезін — (1-14, 16, 17).
- Єгор Олєсов — (2, 5, 9, 15).

## Історія
Запис платівки тривав на відомій студії Віталія Телезіна «211». Спочатку альбомом опікувався музичний продюсер та аранжувальник Єгор Олесов, але згодом Розін узяв кермо на себе і фактично сьогодні є одноосібним музичним продюсером проекту. Більшість пісень — англомовні.
На початку 2007-го року в Інтернеті, так би мовити, «для вільного завантаження» з’явилися демо-записи майже всіх пісень альбому. Коли звістка про таку «популярність» потрапила в компанію «Укрмузпром», яка виконує продюсерські функції гурту, було вирішено спершу знайти джерело, звідки в Інтернет потрапив цей матеріал. Ситуація була достатньо серйозною, адже саме в цей момент велись активні перемовини з рекординговими лейблами, і цей інцидент міг призвести до ускладнень у домовленостях між «Укрмузпромом» і видавцями. Нарешті, після того як були опитані всі учасники гурту, «пірата», а точніше «піратку», знайшли (нею виявилася одна фанатка гурту, яка керувалася виключно пропагандистськими мотивами). Звісно, вона одразу ж закрила доступ до пісень. Розін з цього приводу відзначив, що для нього вся ця подія стала неприємним сюрпризом, адже за кілька днів через легковажність однієї людини постраждати могли всі «гуашівці».
Все це призвело до певної рекогносцировки у просуванні гурту. Акцент вирішено було зробити на інших піснях, оскільки вони були, так би мовити, вже «оприлюднені».
Альбом Simple Me виданий тільки в так званій «делюксовій версії» (CD плюс DVD). На диску, крім 13-ти треків, власне, самого альбому, присутні 4 бонуси, серед яких «Love Song», «Words», та дві версії «C’est La Vie» — ремікс Івана Розіна та інструментальна версія.
Ще 5 реміксів є і на DVD. Крім того, DVD містить усі кліпи, відеорепортажі зі знімальних майданчиків та з концертів, ексклюзивні фото, найцікавіші радіоінтерв'ю з Іваном Розіним, та ексклюзивне відеоінтерв'ю Івана, присвячене самому альбому.
У лютому 2010 з цим альбомом гурт встановив музичний рекорд. GOUACHE став першим колективом, сім композицій з одного альбому якого потрапили до українських радіоефірів. До цього рекорд належав Ріанні (6 пісень з одної платівки).В цілому, за інформацією ФДР, пісні GOUACHE знаходились у вітчизняних радіоефірах 102 тижня (майже два роки). Серед них, окрім «Tomorrow», — «7 Секунд», «Simple Me», «C’ect La Vie», «Words», «Feel It» та «Love Song».

## CD

### Композиції
1. I Got To Know — (слова — Олександр Філоненко, музика — Іван Розін).
2. Feel It — (слова — Олександр Філоненко, музика — Іван Розін).
3. Let Me Go — (слова — Ганна Розіна, музика — Іван Розін).
4. Will I Find — (слова — Ганна Розіна, музика — Іван Розін).
5. Get Gone — (слова — Ганна Розіна, музика — Іван Розін).
6. My Story — (слова — Сергій Чепелєв, музика — Іван Розін).
7. Love Song (original) — (слова — Ганна Розіна, музика — Іван Розін).
8. Everyday — (слова — Ганна Розіна, музика — Іван Розін).
9. Tomorrow — (слова — Ганна Розіна, музика — Іван Розін).
10. Simple Me — (слова — Ганна Розіна, музика — Іван Розін).
11. C'est La Vie — (слова і музика — Іван Розін).
12. 7 Секунд — (слова і музика — Іван Розін).
13. Real Word — (слова — Олександр Філоненко, музика — Іван Розін).

### Бонус-треки
1. C'est La Vie (Rozin Mix)
2. Love Song
3. Words — (слова — Луїс Ягуда, Мартін Куперсміт, музика — Рооберт Фітоуссі).
4. C'est La Vie (instrumental).

## DVD

### Ремікси
- C'est La Vie DJ ФаршRMX — (автор реміксу — Олександр Філоненко).
- C'est La Vie Major RMX — (автор реміксу — Євген Філатов).
- C'est La Vie Obraz RMX — (автор реміксу — Олександр Ковтун).
- Words 2009 RMX — (автор реміксу — Іван Розін).
- 7 Секунд Lounge RMX — (автор реміксу — Іван Розін).

### Кліпи
- Love Song 
(автори сценарію — Віталій Климов, Олександр та Ігор Стеколенки, режисери — Олександр та Ігор Стеколенки, оператор — Ярослав Пілунський, художник — Іван Левченко).
- Words 
(автори сценарію — Віталій Климов, Олександр та Ігор Стеколенки, режисери — Олександр та Ігор Стеколенки, оператор — Олексій Цвілодуб, художник — Іван Левченко).
- C'est La Vie 
(автор сценарію — Віктор Придувалов (за участі Віталія Климова, режисер та художник — Віктор Придувалов, оператор — Володимир Шкляревський).
- Feel It 
(автор сценарію, режісер та художник — Євген Тимохін, оператор — Ярослав Пілунський).
- Simple Me 
(автор сценарію та режисер — Алан Бадоев, оператор — Ярослав Пілунський, художник — Юрій Ларіонов).
- Words 2009 RMX 
(автори сценарію — Віталій Климов, Олександр та Ігор Стеколенки, режисери — Олександр та Ігор Стеколенки, Олександр Швець, оператор — Олексій Цвілодуб, художник — Іван Левченко).
- 7 Секунд 
(автор сценарію, режисер та художник — Віталій Климов, оператор — Дмитро Перетрутов).
- C'est La Vie (Rozin Mix) 
(автор сценарію, режисер та художник — Віктор Придувалов, оператор — Володимир Шкляревський).

### Фільми про кліпи
- Love Song 
(автор сценарію — Данило Хомутовський, оператори — Вікентій Клаунінг та Олександр Пономарьов, режисер монтажу — Тарас Шевчук).
- Words 
(автор сценарію — Данило Хомутовський, оператор — Сергій Коваленко, режисер монтажу — Тарас Шевчук).
- C'est La Vie 
(автор сценарію — Данило Хомутовський, оператор — Володимир Дєдов, режисер монтажу — Тарас Шевчук).
- Feel It 
(автор сценарію — Данило Хомутовський, оператор — Сергій Коваленко, режисер монтажу — Денис Дядін).
- Simple Me 
(автор сценарію — Данило Хомутовський, оператор — Віктор Черкасов, режисер монтажу — Денис Дядін).
- 7 Секунд 
(автор сценарію — Данило Хомутовський, оператор — Сергій Коваленко, режисер монтажу — Тарас Шевчук).

### Відеоінтерв'ю з Іваном Розіним
- Автор сценарію — Данило Хомутовський, оператор — Сергій Коваленко.

### Фото
- Фотографи — Андрій Петров, Андрій Посонський, Сергій Винник, Дмитро Перетрутов, Павленко Віктор.

### Радіоінтерв'ю
- Компанія «ФДР»

### Дизайн Поліграфії
- Фото — Дмитро Перетрутов.
- Стиліст та модель на обкладинці — Орина Голубєва.
- Артдиректор та дизайнер — Артем Полужаров.

### Дизайн та програмування DVD
- Артем Полужаров.